# Byakkotai

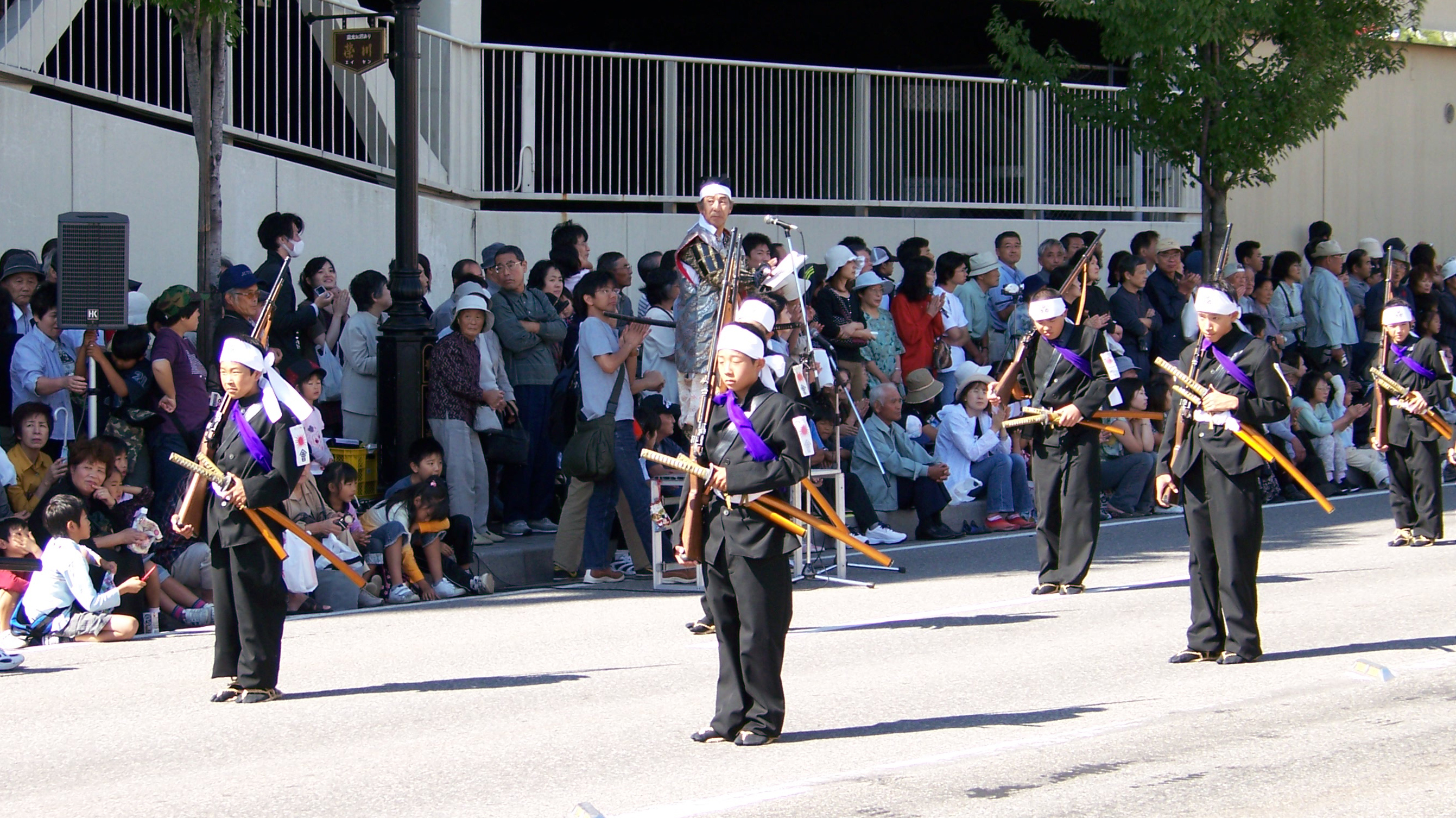
Byakkotai darstellende Jungen in der Parade beim Aizu-Fest (Aizu matsuri) 2006 in Wakamatsu

Die Byakkotai (japanisch 白虎隊, „Weißer-Tiger-Korps“) war eine Truppe von 343 jungen Samurai des von den Hoshina-Matsudaira regierten han (Großlehen/Fürstentum) Aizu in Japan. Sie bildeten während des Boshin-Krieges (1868–1869) die vierte, als Reserve gedachte, militärische Einheit des auf Seite des Tokugawa-Shōgunats kämpfenden Klans. Besonders bekannt ist eine Gruppe von 20 Byakkotai, die sich auf verlorenem Posten glaubte und infolgedessen Seppuku (rituellen Selbstmord) verübte.

## Boshin-Krieg

### Einheiten des Aizu-Militärs
| Einheit      | Kommandeure | Gesamtzahl | †  |
| ------------ | ----------- | ---------- | -- |
| Shichū-1     | 5           | 37         | 3  |
| Shichū-2     | 5           | 45         | 19 |
| Yoriai-1     | 5           | 94         | 15 |
| Yoriai-2     | 5           | 62         | 7  |
| Ashigaru     | 9           | 71         | 6  |
| Nachrückende | –           | 5          | –  |
| Summe        | 29          | 343        | 50 |

Das Militär von Aizu unterstand während des Boshin-Krieges ihrem Daimyō Matsudaira Katamori (1836–1893) und wurde nach Alter neu in vier Einheiten geordnet, die nach den Symbolen der Himmelsrichtungen der Chinesischen Sternenkonstellationen benannt waren. Diese waren die Suzakutai (朱雀隊 „Roter-Vogel-Korps“), Seiryūtai (青龍隊 „Blauer-Drache-Korps“), Genbutai (玄武隊 „Schwarze-Schildkröte-Korps“) und Byakkotai. Die Suzakutai bildeten die Haupttruppe mit etwa 1200 Elitesoldaten, die sich hauptsächlich aus Samurai im Alter von 18 bis 35 Jahren zusammensetzte. Die Seiryūtai war eine weitere Truppe aus etwa 900 Männern im Alter von 36 bis 49 Jahren. Die Genbutai stellte eine Reservetruppe aus etwa 400 Kämpfern im Alter über 50 Jahren dar.
Die Byakkotai sollte ebenfalls als Reserve dienen, da sie sich aus den jungen Söhnen der Samuraifamilien im Alter von 16 bis 17 Jahren zusammensetzte.
Die Byakkotai unterteilte sich weiterhin nach Rang in fünf Gruppen. Die ersten zwei stammten aus dem obersten Rang der Aizu-Samurai (士中 shichū), die nächsten zwei aus dem mittleren Rang (寄合 yoriai) und die letzte aus dem untersten Rang (足軽 ashigaru). Die zwei Shichū-Gruppen setzten sich jeweils aus 37 bzw. 45 Kämpfern zusammen. Die erste Yoriai-Gruppe hatte 94 und die zweite 62 Kämpfer. Die Ashigaru-Gruppe bestand aus 71 Kämpfern. Mit 5 später nachrückenden Jungen gab es insgesamt 343 Byakkotai. Die beiden Shichū- und Yoriai-Gruppen hatten jeweils fünf Kommandeure unterschiedlichen Rangs und die Ashigaru-Gruppe neun.

### Beginn des Boshin-Kriegs

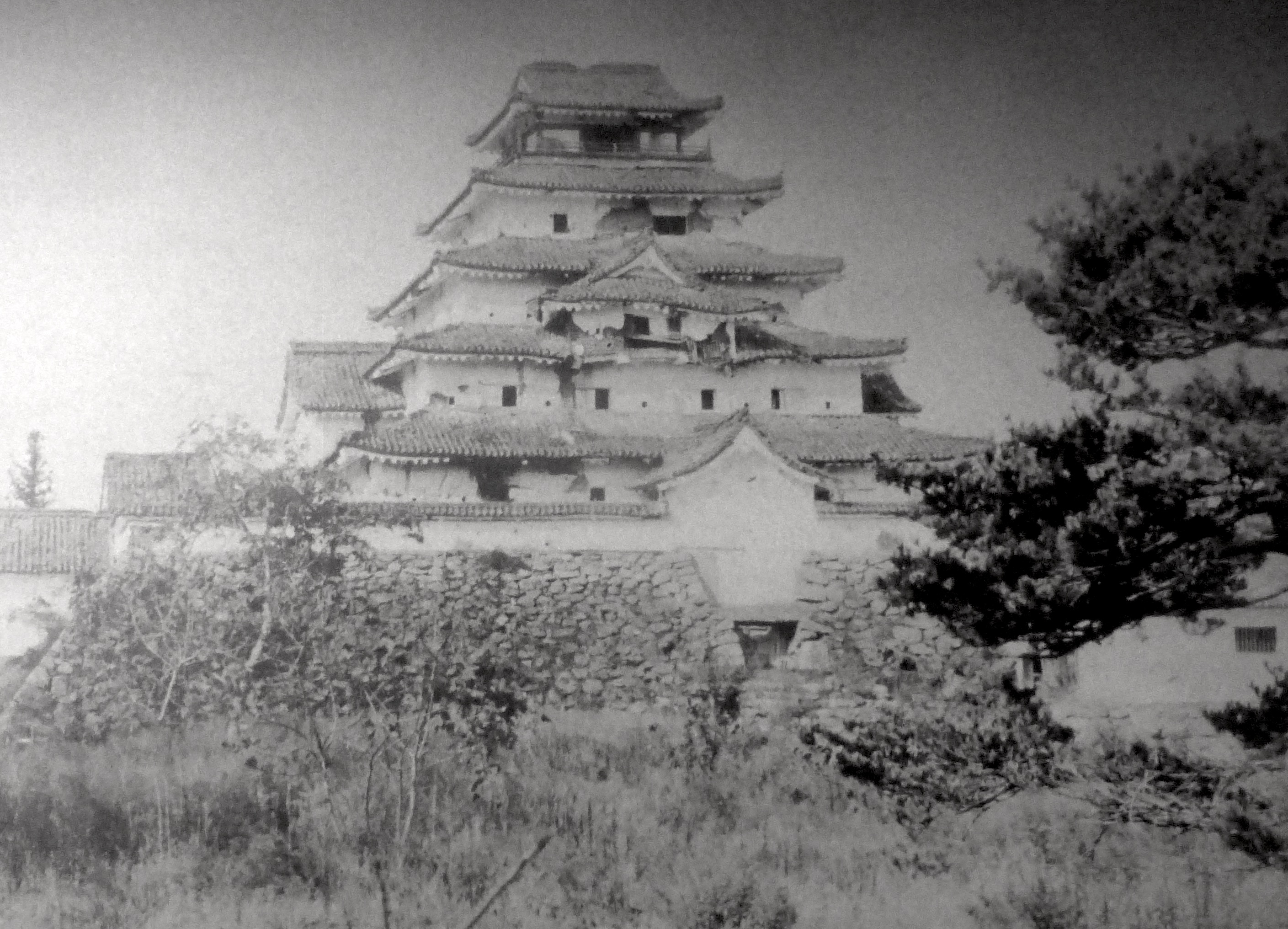
Der durch Artilleriebeschuss stark beschädigte Hauptturm der Burg Aizu-Wakamatsu nach der Niederlage, 1868

Der Boshin-Krieg wurde nach mehreren Jahren Uneinigkeit zwischen dem Tokugawa-Shōgunat und den kaiserlichen Truppen Japans ausgefochten.
Im Januar 1868 begann er mit der Schlacht von Toba-Fushimi, welche die zahlenmäßig unterlegenen, aber strategisch besser aufgestellten kaiserlichen Truppen gewannen. Diese rückten in den folgenden Monaten immer weiter nach Norden vor. Im Frühjahr nahmen sie Edo kampflos ein. Im Mai bildeten daraufhin mehrere Daimyōs aus Nordjapan eine Allianz zum Widerstand (Ōuetsu Reppan Dōmei). Dazu zählten vor allem die Truppen aus Sendai, Yonzeawa, Aizu, Shōnai und Nagaoka. Obwohl die Aizu-Truppen Teil der Allianz waren, waren sie nach der Niederlage bei der Schlacht am Bonari-Pass auf sich allein gestellt.
Die Burg Aizu-Wakamatsu wurde in der Folge am 6. Oktober 1868 (Keiō 4/8/23) angegriffen. Die Byakkotai wurden dabei erstmals bei der Verteidigung inner- und außerhalb der Burg eingesetzt.

### Die Byakkotai am Iimori
Während des Angriffs bei der Schlacht von Tonoguchihara wurden insgesamt 20 Mitglieder der zweiten Shichū-Gruppe der Byakkotai abgeschnitten und zogen sich auf den Berg Iimori zurück, von welchem sie Aizu-Wakamatsu überblicken konnten. Dabei glaubten sie zu sehen, dass die Burg in Flammen stand, und dachten, der Krieg, ihr Daimyō und ihre Familien wären verloren. In Wahrheit brannten jedoch nur die davorgelegenen Häuser außerhalb der Burgmauern. Nach anfänglicher Uneinigkeit darüber, ob sie die kaiserlichen Truppen erneut angreifen sollten, beschlossen sie schließlich, Seppuku zu verüben. Gründe waren zum einen, dass sie ihren Daimyō tot glaubten, und zum anderen, dass es eine mögliche Schande durch Gefangennahme vermied.

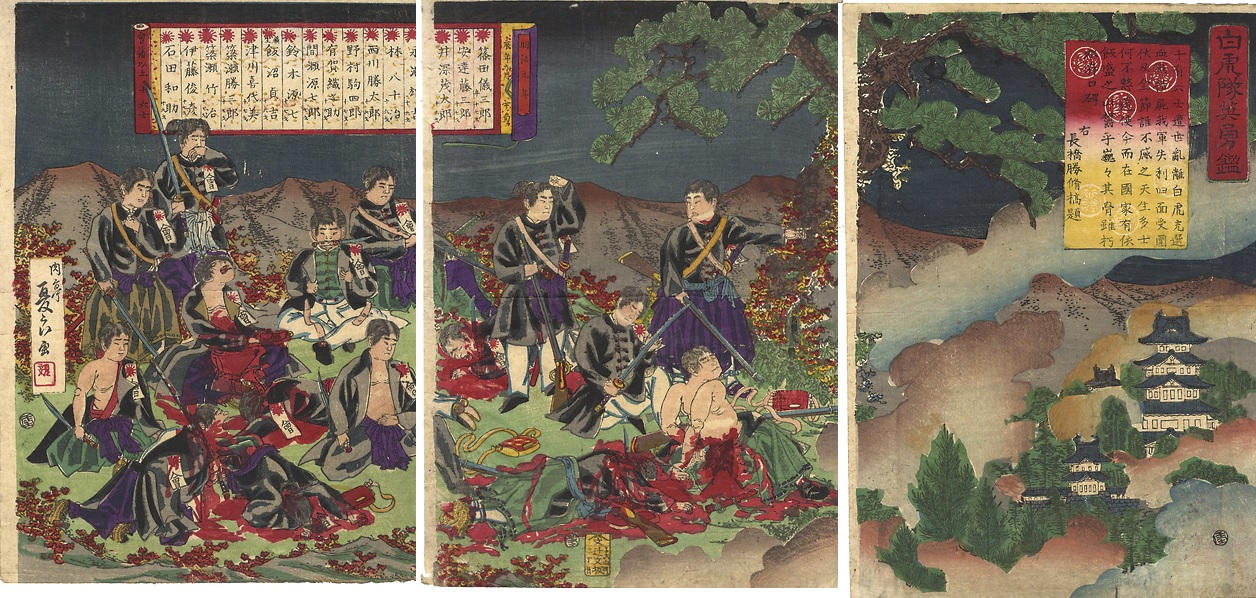
Byakkotai-Seppuku-Szene auf einem Japanischen Farbholzschnitt von 1874

Die Namen der Byakkotai waren:
- Adachi Tōzaburō (安達籐三郎)
- Aruga Orinosuke (有賀織之助)
- Hayashi Yasoji (林八十冶)
- Ibuka Shigetarō (井深茂太郎)
- Ikegami Shintarō (池上新太郎)
- Ishida Wasuke (石田和助)
- Ishiyama Toranosuke (石山虎之助)
- Itō Teijirō (伊東悌次郎)
- Itō Toshihiko (伊藤俊彦)
- Mase Genshichirō (間瀬源七郎)
- Nagase Yūji (永瀬雄治)
- Nishikawa Shōtarō (西川勝太郎)
- Nomura Komashirō (野村駒四郎)
- Shinoda Gisaburō (篠田儀三郎, amtierender Kommandant)
- Suzuki Genkichi (鈴木源吉)
- Tsuda Sutezō (津田捨蔵)
- Tsugawa Kiyomi (津川喜代美)
- Yanase Katsusaburō (簗瀬勝三郎)
- Yanase Takeji (簗瀬武治)

Der einzige Überlebende war Iinuma Sadakichi (飯沼貞吉, 1854–1931), dessen Seppukuversuch scheiterte. Iinuma war erst 15 Jahre alt, hatte sich aber als 16 Jahre alt ausgegeben. Er wurde von einer vorbeilaufenden Frau gerettet und konnte somit die Geschehnisse überliefern.

### Ende des Boshin-Kriegs
Nach einer einmonatigen Belagerung der Burg Aizu-Wakamatsu unter verheerendem Artilleriebeschuss kapitulierte der Aizu-Klan am 6. November 1868 (Keiō 4/9/22). Insgesamt starben 50 der 343 Byakkotai, aber ein Großteil überlebte den Krieg. Einige von ihnen erreichten während der Meiji-Zeit größere Bekanntheit, darunter Yamakawa Kenjirō und Dewa Shigetō. Iinuma Sadakichi zog in die nahegelegene Stadt Sendai, wo er bis zu seinem Tod lebte. Ein Teil seiner sterblichen Überreste ließ er auf dem Berg Iimori begraben. Mit Beginn der Meiji-Restauration wurde Seppuku im Jahr 1868 in Japan allgemein verboten.

## Ausstellungen und Denkmäler
In der Byakkotai-Erinnerungshalle (白虎隊記念館) in Aizu-Wakamatsu kann eine Ausstellung über den Boshin-Krieg besichtigt werden.
Auch der Berg Iimori mit der Grabstätte der Byakkotai ist ein Besichtigungsort. Auf einem dort errichteten Gedenkstein steht ein von Daimyō Matsudaira Katamori, der den Boshin-Krieg überlebte, verfasstes Gedicht:

「幾人の　涙は石にそそぐとも　その名は世々に　朽じとぞ思ふ」

„Ikutari no namida wa ishi ni sosogu tomo sono na wa yoyo ni kuchiji to zo omofu“

„Egal wie viele Leute die Steine mit ihren Tränen waschen, diese Namen werden nie aus der Welt verschwinden.“

Die Geschichte von Selbstaufopferung und Loyalität fand später Bewunderer unter den europäischen Anhängern des Faschismus. 1928 ließ Benito Mussolini im Namen der Bürger Roms auf dem Berg Iimori ein Denkmal in Form einer aus Pompeji stammenden, antiken Säule errichten. Auch der deutsche Diplomat Hasso von Etzdorf war von ihrem Mut so beeindruckt, dass er der Grabstätte 1935 einen Gedenkstein mit der Inschrift „Ein Deutscher den jungen Rittern von Aizu“ widmete. Beide Denkmäler sind noch erhalten.
Jeden Herbst führen Schüler einer lokalen Oberschule am Berg Iimori einen Schwerttanz zur Erinnerung an die Tragödie auf.

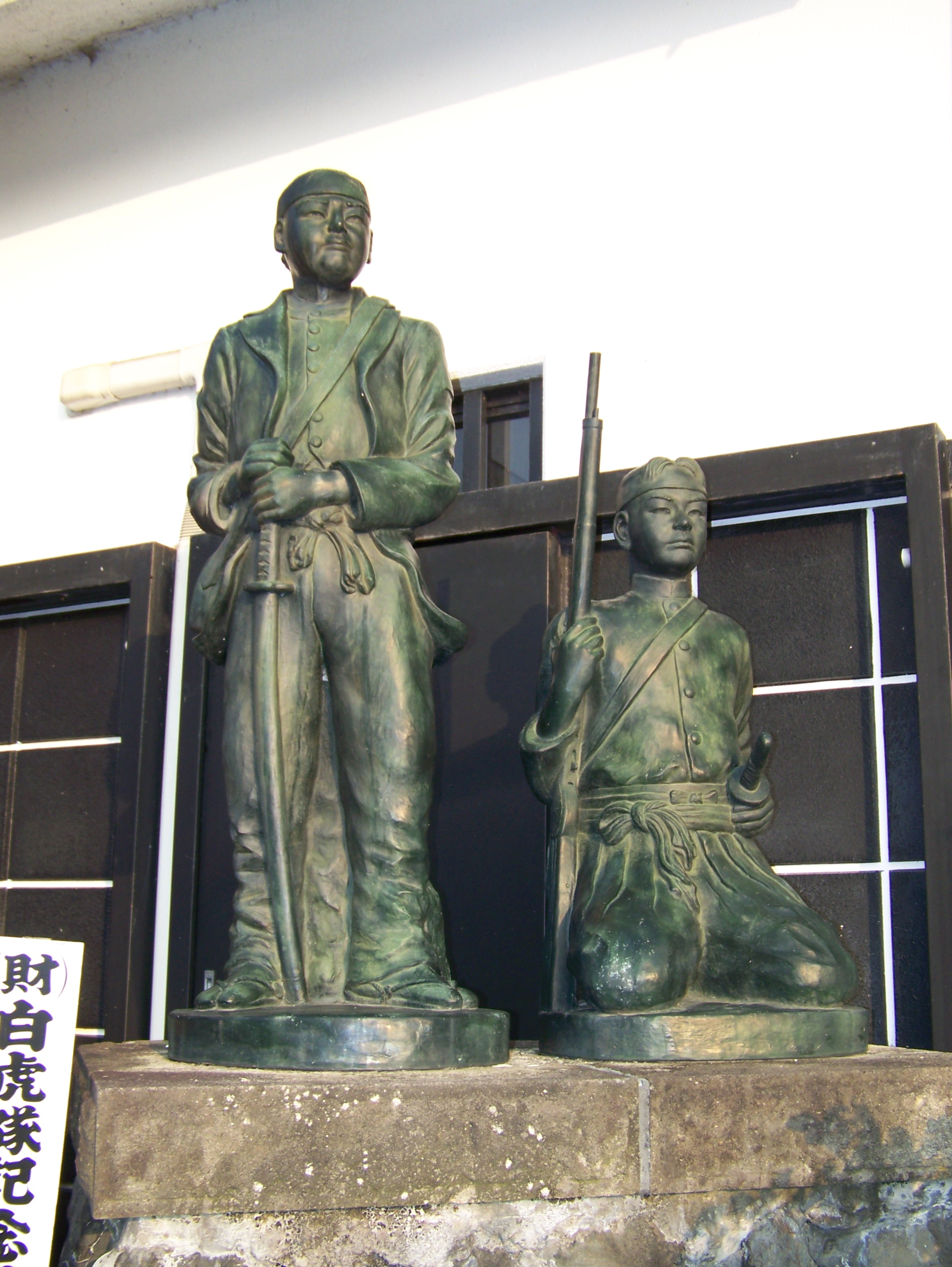
Byakkotai-Statuen
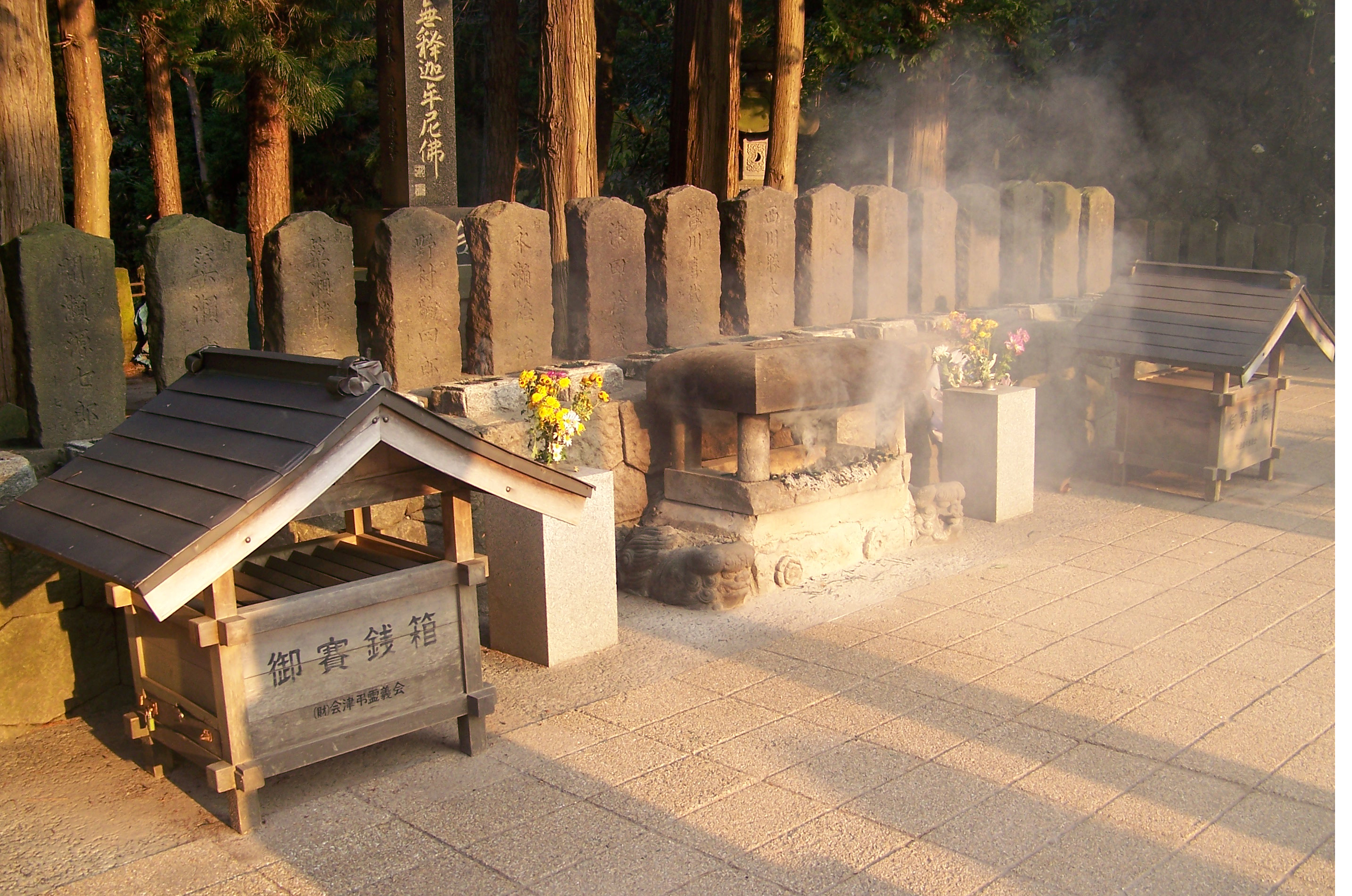
Byakkotai-Schrein und Grabsteine am Berg Iimori
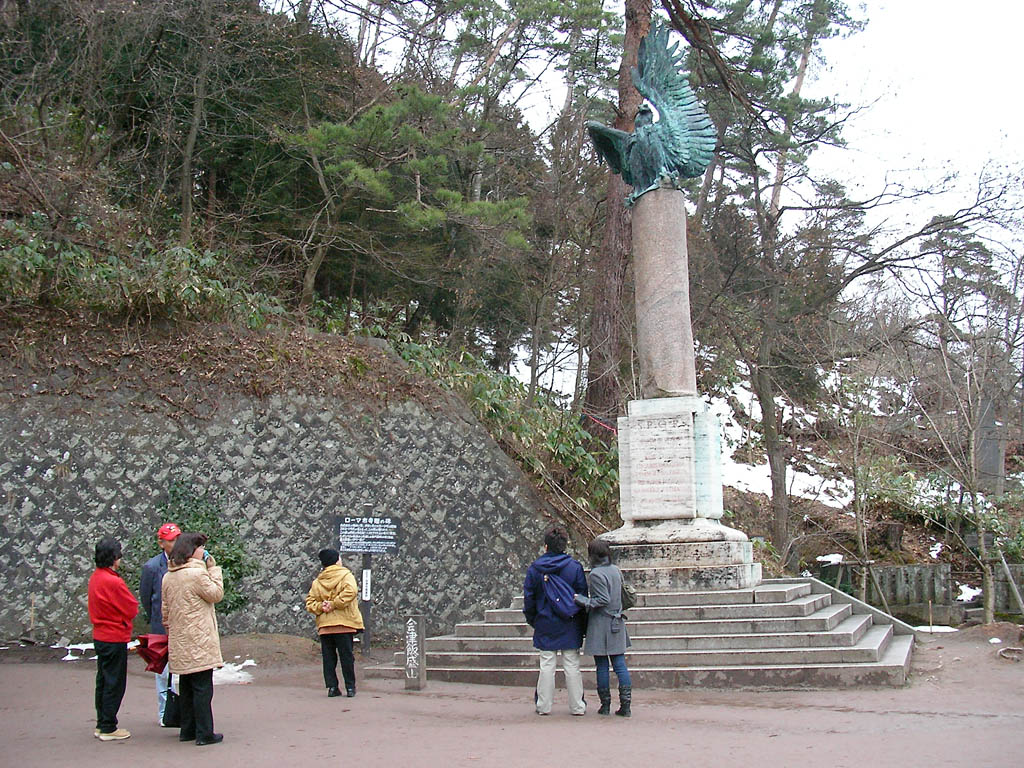
Von Benito Mussolini errichtete Säule

## Darstellungen in der Populärkultur
Über die Byakkotai gibt es unter anderem mehrere Mangas und Fernsehserien:
- Mangas
  - 1986: Byakkotai
  - 2013: White Tiger – Byakkotai Seibu Kaitakutan von Natsume Yoshinori
- TV-Serien
  - 1986: Byakkotai; TV Asahi[8]
  - 2007: Byakkotai; TV Asahi (Remake)[9]
  - 2013: Yae no Sakura; NHK Taiga-Dorama (als Nebenfiguren)
- Videospiele
  - 2012: Total War: Shogun 2: Fall of the Samurai; als exklusive Einheit des Aizu-Klans[10]